# Mashike
Mashike (増毛町?) è una cittadina giapponese della prefettura di Hokkaidō.
Qua nacque il lottatore Mitsuo Ikeda.